# Lille Petters resa till månen

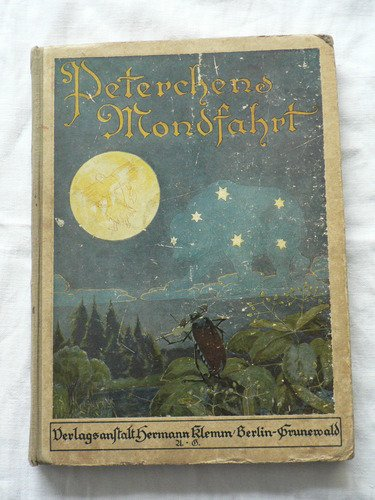
Bokomslaget från 1915.

Lille Petters resa till månen (på tyska Peterchens Mondfahrt) är en saga skriven av den tyska författaren Gerdt von Bassewitz. Den skrevs ursprungligen som teaterföreställning, som uruppfördes den 7 december 1912 i sex scener med musik av Josef Achtélik och i regi av Paul Prina på Altes Theater i Leipzig. 1915 gavs den ut som barnbok, med illustrationer av Hans Baluschek och idag kategoriseras den som en klassiker bland tysk barn- och ungdomslitteratur.
Berättelsen handlar om lille Petter (tyska: Peter) och hans syster Anneli (tyska: Anneliese), som tillsammans hjälper ollonborren herr Surremurr (tyska: Herr Summsemann) att återfå sitt förlorade sjätte ben. Efter ett fantastiskt och farligt nattligt äventyr, fram och tillbaka till månen, där de bland andra träffar Nattens fe, John Blund, fru Sol, Julgubben, Dundergubben och rida på Stora björn, lyckas de få med sig benet och återvända hem till sina sängar.
Ellinor von Goette översatte sagan till svenska och den sattes upp som en barn- och ungdomsföreställning på Operan i Stockholm, med premiär i december 1929. Föreställningen blev mycket populär och spelades under lång tid. Musiken var skriven av Clemens Schmalstich och föreställningen regisserades av Gunnar Klintberg, med koreografi av Jean Cieplinski och scenografi av konstnären John Jon-And. Huvudrollen Petter spelades av den 14-åriga Birgit Tengroth, lillasyster Anneli av Vilma Persson och herr Surremurr av  operasångaren Folke Cembræus.
År 1930 gav Albert Bonniers Förlag ut historien som en sagobok med illustrationer baserade på Jon-Ands scenografier. År 1955 återutgav de boken, i något omarbetad språkdräkt av av Stig Kassman och med illustrationer av Torsten Århem.
Berättelsen har sedan dess fortsatt att vara populär och filmatiserats och dramatiserats vid en mängd tillfällen. Den 26 december 1926 sände Nordische Rundfunk AG en radiopjäs i regi av Hermann Beyer, som baserades på boken. 1951 sände Bayerischer Rundfunk en radiopjäs av Heinz-Günter Stamm. År 1959 gjordes en tysk tv-film av Nordwestdeutscher Rundfunk med titeln Peterchens Mondfahrt i regi av Gerhard F. Hering och med Schmalstichs musik. År 1964 släppte Europäischer Phonoclub en inspelning av pjäsen skriven av Benno Schurr, även den med Schmalstichs musik, men bearbetad av Max Roth. Denna inspelning släpptes sedan i en rad olika format, och fortsattes att publiceras även under eran med CD-skivor. År 1980 släppte Sveriges Radio en svensk version av berättelsen som ett vinylalbum. År 1990 skapade Wolfgang Urchs den animerade filmen Peterchens Mondfahrt, som släpptes på engelska som Peter in Magicland. År 2001 gjorde Ali Samadi Ahadi den datoranimerade filmen Moonbound utifrån boken och 2007 gavs boken återigen ut i engelsk översättning, nu med titeln Peter and Anneli's Journey to the Moon.

## Ursprungliga illustrationer från 1915 av Hans Baluschek

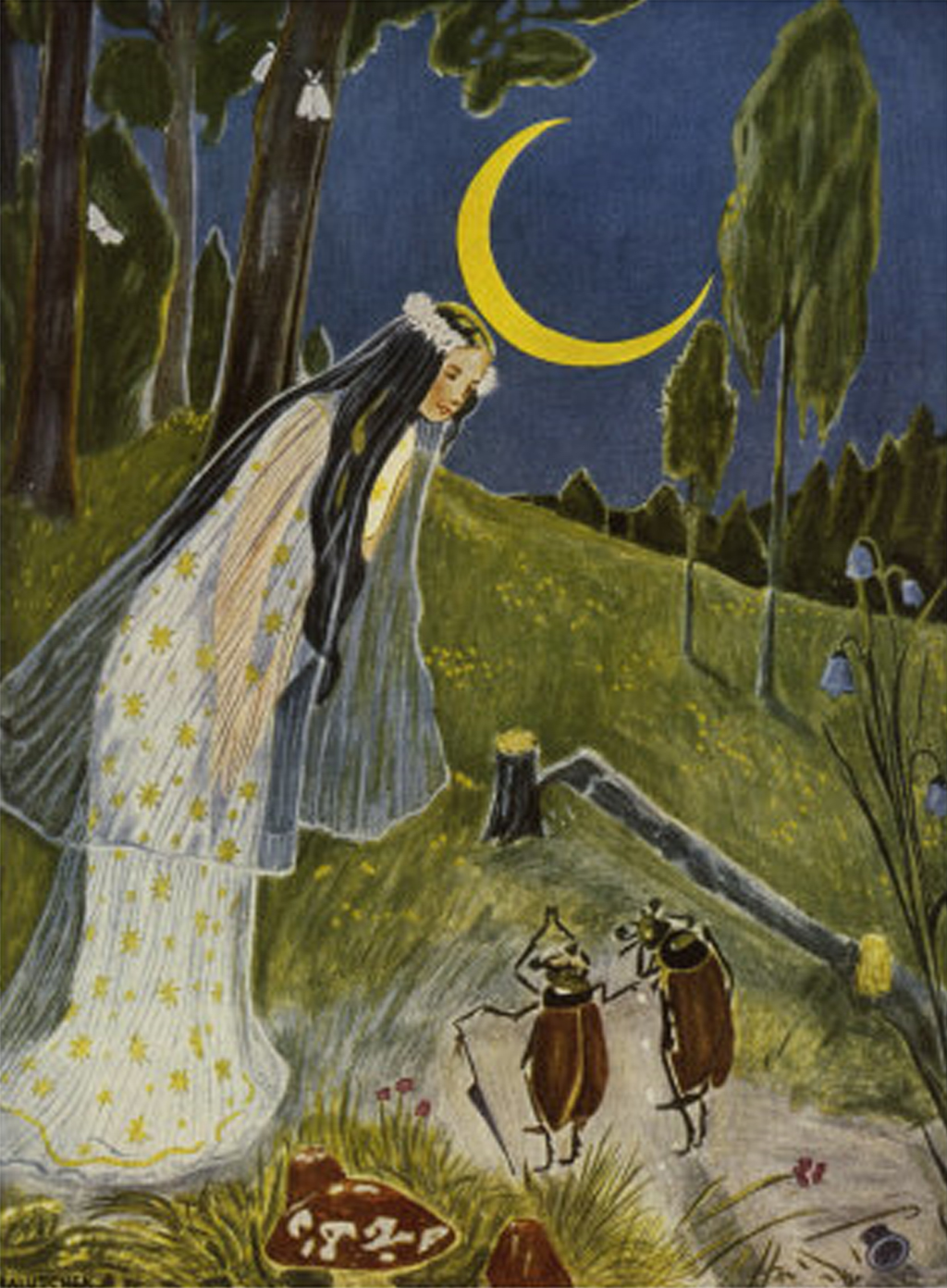
Nattfen
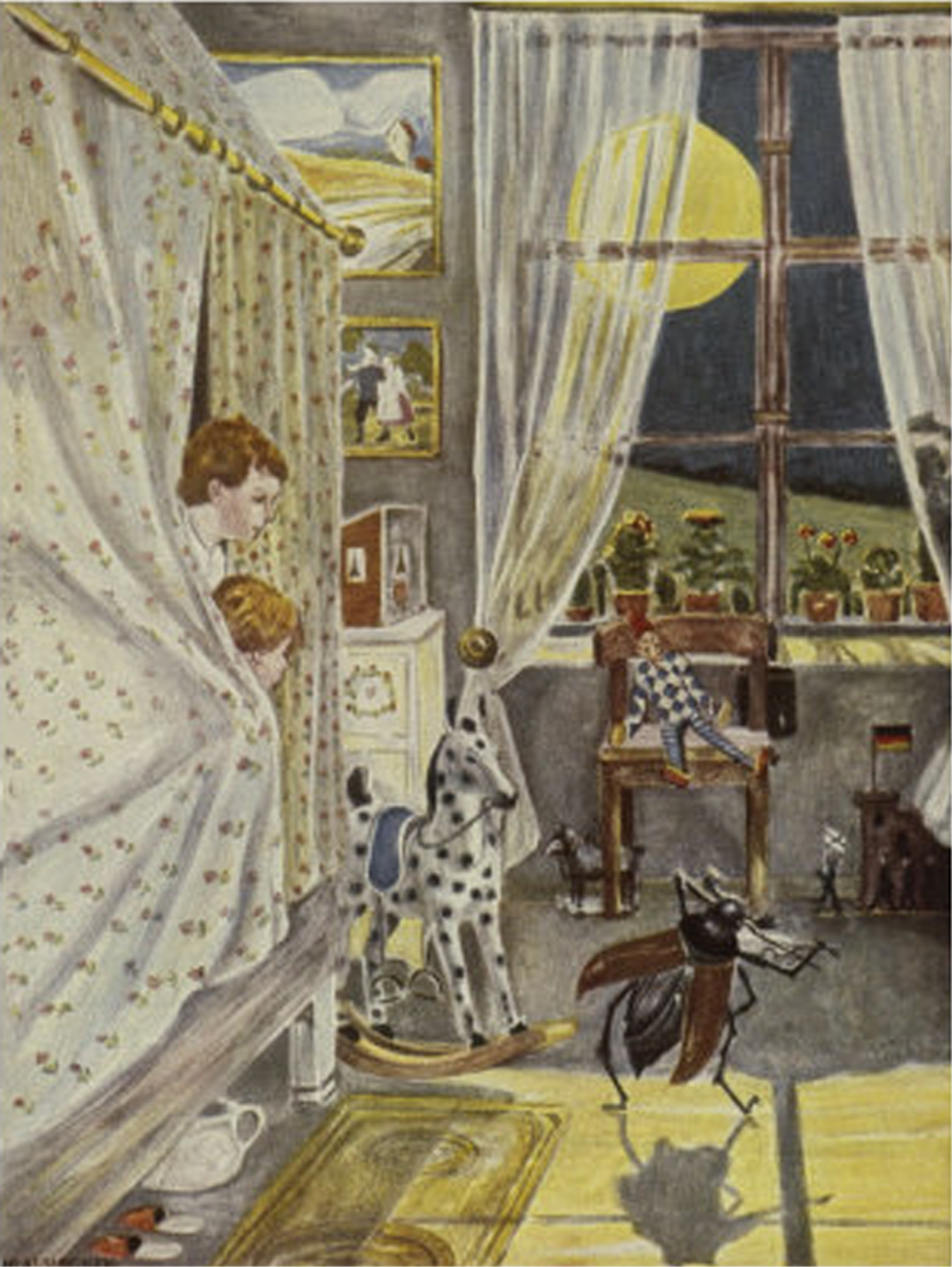
Herr Surremurr möter barnen
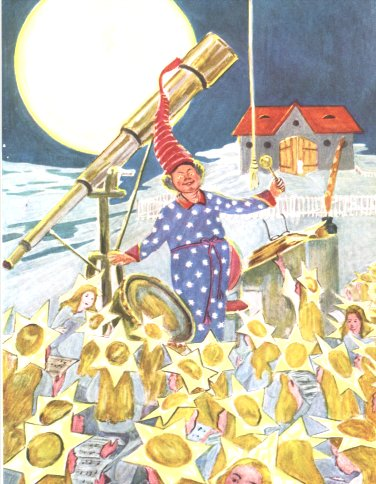
Stjärnängen
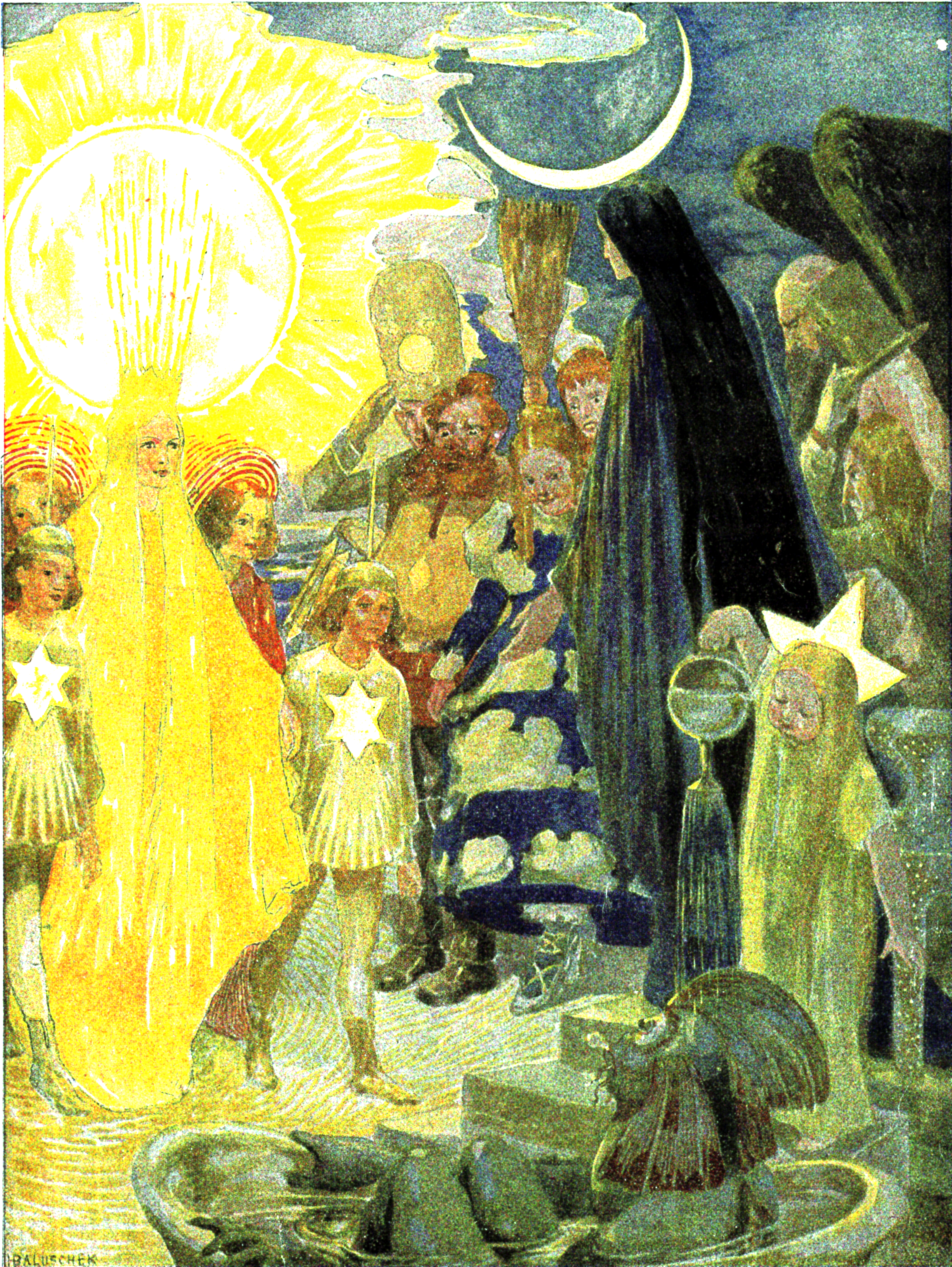
Nattfens slott
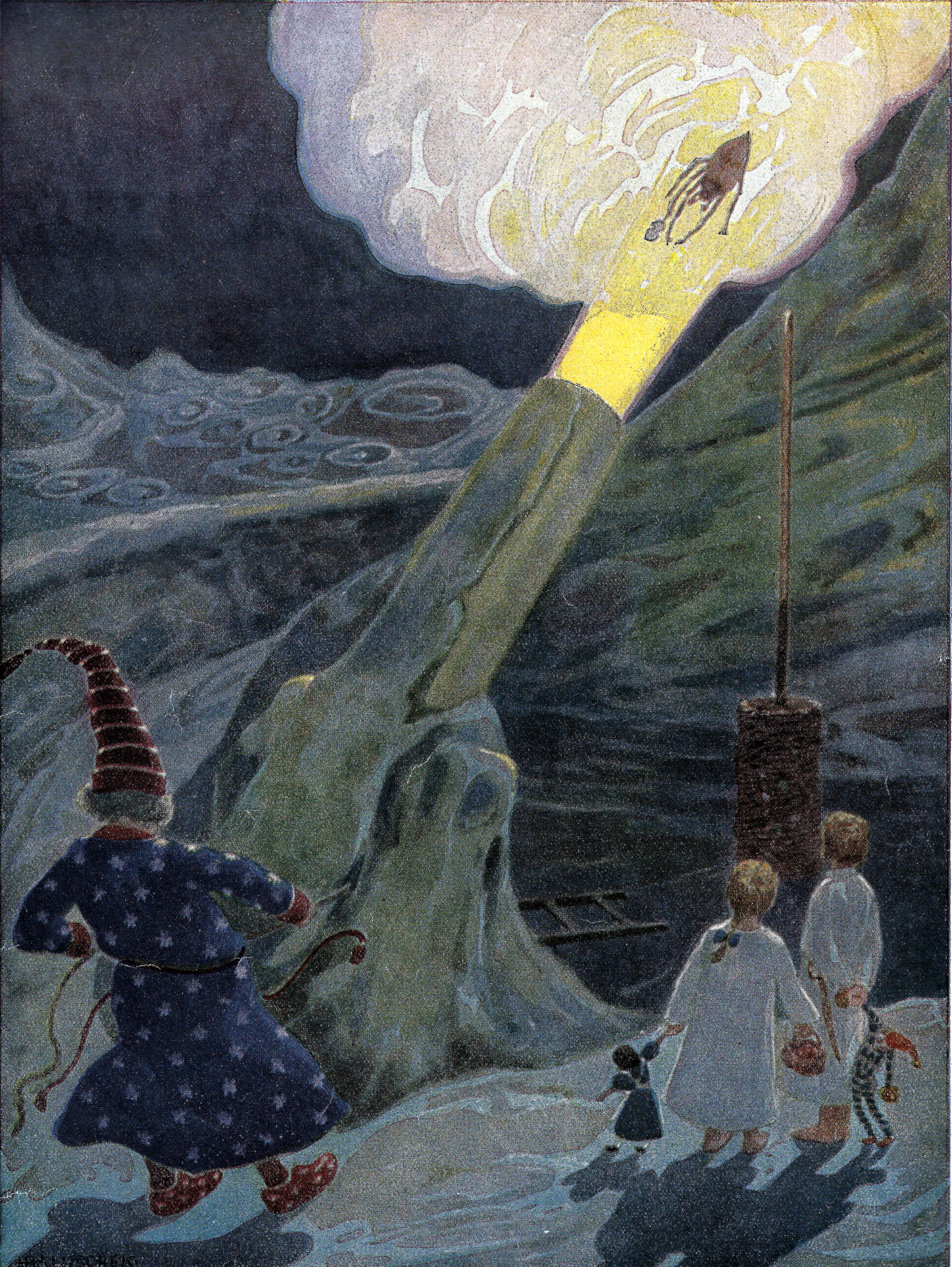
Månkanonen